# Периодонцијум
Периодонцијум (лат. periodontium) је специјализовано везивно ткиво које окружује корен зуба и причвршћује га за фасцикуларну кост. Простор између кости и зуба се назива периодонтални простор (лат. spatium periodontale) и његова ширина износи 0,18-0,20 mm. Временом се овај простор смањује. У њему се налазе ћелије, крвни и лимфни судови, нерви и Шарпејева влакна.
Шарпејева влакна су нееластична, таласаста, колагена влакна (тип I и тип III) која су разапета између зуба и алвеоле и која ограничавају покрете зуба у физиолошким границама. Она су груписана у снопове и поређана тако да се супротстављају силама притиска, вуче и торзије. Према правцу влакна се деле на хоризонтална, коса и радијална, а постоји и подела на гингивалну и алвеоларну групу. У горњем делу алвеоле правац пружања колагених влакана је хоризонталан, а идући према врху корена постаје све више кос. Овакав распоред чини да веза између зуба и алвеоле буде истовремено чврста и еластична, тако да у току жвакања не може доћи до оштећења околних ткива.
У периодонцијуму, између Шарпејевих влакана, се налази аморфни интерцелуларни матрикс кога сачињавају мукополисахариди и разне врсте ћелија: остеобласти, цементобласти, фибробласти, ћелије имунског система, ретке заостале епителне ћелије Хертвигове кошуљице (Маласезова епителна острвца) итд.
Улога периодонцијума је да фиксира зуб за кост вилице, да амортизује дејство сила ослобођених током жвакања и говора, да спречи веће померање зуба у алвеоли ("еластична кочница") и потенцијално оштећење околних структура, а он делује и на формирање и ресорпцију коштаног ткива. Зуби човека и других сисара ипак нису чврсто срасли са алвеолама и могу умерено да се померају, што такође доприноси амортизацији. У току тих покрета Шарпејева влакна се затежу и опуштају у зависности од правца деловања силе. Ово је веза типа гомофозе.
Дентин зуба са цементим омотачем и алвеоларна кост са периодонцијумом чини потпорни систем, назван пародонцијум. Обољење овог система познато под именом парадентоза доводи до слабљења ове дентоосеалне везе и последичног испадања зуба и других проблема.

## Улоге припојног система
Физиолошке улоге припојног система су:
- потпорна (преко њега се остарује биолошка и механичка веза зуба са алвеолом),
- формативна (коју обављају ћелије остеобласти, фибробласти и цементобласти омогућавајући висок репараторни потенцијал потпорних структура),
- нутритивна (коју обављају артеријски крвни судови),
- неуросензорна, и
- заштитна улога (јер прихвата и амортизује различите силе које делују на зуб).

## Обољења
Пародонтопатије су болести потпорног апарата зуба и могу бити: запаљењске (пародонтитис), атрофичне (пародонтоза) и мешовите.
Оне могу настати као последица општих поремећаја у организму (авитаминоза, хормонални поремећаји, алергије, тровање тешким металима) или као последица локалних надражаја (зубни каменац, плак, унилатерално жвакање, шкрипање зубима, поремећај оклузије, денталне аномалије и др).
Почетна фаза болести се назива гингивитис (упала десни). Одликује се болом, црвенилом, отоком и евентуалним крварењем. То је релативно често обољење, присутно код више од 80% хумане популације, али није нарочито опасно. Уколико се не лечи, болест може да се прошири и на околне коштане структуре и лигамент зуба. Након тога, у поодмаклој фази јављају се разградња кости, гнојне упале, непријатан задах, расклимавање зуба итд.
У терапији пародонтопатије врши се уклањање узрока иритације, санирање зуба, понекад протетско и ортопедско збрињавање и одржавање оралне хигијене.